# Mental Theo
Theo Nabuurs ('s-Hertogenbosch, 14 februari 1965) is een Nederlandse dj en muziekproducent onder de namen Mental Theo en Theodor Nabuurs.
Nabuurs was tv-presentator bij onder andere TMF, RTL, SBS6 en Veronica. Hij runde zijn eigen raceteam zes jaar lang met equipe Verschuur. Eind jaren 1990 was Nabuurs mede-eigenaar van meerdere discotheken in het buitenland en startte hij zijn eigen tv-productiebedrijf op dat produceerde voor onder andere MTV en TMF.
Anno 2021 is Nabuurs eigenaar van meerdere holdings en bv's in de artiestenbranche, marketing- en evenementensector. Zijn grootste hit was met de Zweedse producer Basshunter, genaamd Now you’re gone. Deze plaat is de recordhouder in de officiële Britse BBC top 100. In 2021 begint de samenwerking met Reinier Zonneveld en hun eerste succes was de plaat Trek Drop.

## Biografie
Nabuurs werkte eind jaren tachtig als dj in clubs op Mallorca. Tijdens het Mega music dance festival in Utrecht ontmoette hij Ramon Roelofs, die hij kende van zijn dj-project R.J.'s Rule. Hij werkte in die tijd als A&R manager bij platenfirma Arcade en was de creator van o.a de Thunderdome complicatie die door een juridische fout van Arcade later is overgenomen door ID&T. Nabuurs stelde de verzamelaars samen en wilde zijn muzikale creativiteit omzetten in hits. Mental Theo benaderde Ramon Roelofs en ze besloten samen muziek te gaan maken als het dj-duo Charly Lownoise & Mental Theo. Begin jaren negentig startte Nabuurs' muzikale carrière, op relatief late leeftijd. Hun eerste hit was Wonderful Days uit 1995, maar dat was niet hun eerste single; in 1994 bracht hij samen met Ramon Roelofs namelijk de maxi-single "Ramon & Theo: A Wet Summernight" uit op hun label "Simple Symphonies". Dit werd een grote clubhit die onder andere op de eerste compilatie cd van de wereldberoemde Amsterdamse discotheek "iT" kwam. Pas daarna kwam de reeks Happy Hardcore-hits en na verloop van tijd nam de populariteit van het duo geleidelijk af.
Toen Ruud de Wild vertrok als vj van de Nederlandse versie van TMF in 1998, nam Nabuurs zijn programma's over. Na het studioprogramma The Basement richtte Nabuurs zich op discotocht-programma's als Mental Theo on the Road. Hierin bezocht hij discotheken en grote (buiten)feesten in Nederland om feestgangers te interviewen en spelletjes met hen te spelen. Tevens presenteerde Mental Theo TMF-specials zoals "Spring Break special" waarin hij naar Florida ging om daar verslag te doen van de spring break in de Verenigde Staten.
Na een paar jaar alleen voor TMF te hebben gewerkt verscheen Mental Theo ook in programma's van andere stations. Zo zat hij in de jury van Veronica's lekkerste dat op jongerenzender Veronica werd uitgezonden. In 2004 maakte hij veel verontwaardiging los van zowel de dierenbescherming als TV kijkers door in een aflevering van het programma Bobo's in the Bush een varkentje te doorspiezen.
Vanaf 2005 presenteerde hij op vrijdag- en zaterdagavond van 18.00 tot 20.00 uur het radioprogramma The Creepshow op het Nederlandse dance-station Slam!FM. Ook presenteerde hij op deze zender sinds begin 2009 het programma Hard Attack!. Dit was iedere zaterdag- op zondagnacht te horen van 04.00 tot 05.00 uur. Hij presenteerde sinds december 2005 ook het programma "Slam FM on tour". In februari 2006 was Theo Big Boss in het Hotel Big Brother. Tevens was hij medepresentator van het RTL 7 programma MotorXperience.
Eind 2017 was Mental Theo te zien in het RTL 5-programma Celebrity City Trip, hij vormde een reiskoppel met Anna Nooshin.

### Privé
Nabuurs is getrouwd met zangeres Maaike Jansen. Zij won in 2007 de talentenjacht So You Wanna Be a Popstar.

## Discografie

### Albums
| Album met eventuele hitnotering(en) in de Nederlandse Album Top 100 | Datum van verschijnen | Datum van binnenkomst | Hoogste positie | Aantal weken | Opmerkingen |
| ------------------------------------------------------------------- | --------------------- | --------------------- | --------------- | ------------ | ----------- |
| Back Once Again                                                     | 2005                  | 05-02-2005            | 61              | 7            |             |
| Jumpstyle Madness                                                   | 2007                  | 11-08-2007            | 51              | 3            |             |

### Singles
| Single met eventuele hitnotering(en) in de Nederlandse Top 40 | Datum van verschijnen | Datum van binnenkomst | Hoogste positie | Aantal weken | Opmerkingen                                                      |
| ------------------------------------------------------------- | --------------------- | --------------------- | --------------- | ------------ | ---------------------------------------------------------------- |
| Stars 2002                                                    | 2002                  | -                     |                 |              | Nr. 49 in de Mega Top 100                                        |
| Revolution                                                    | 2003                  | -                     |                 |              | Nr. 57 in de Mega Top 100                                        |
| Think of You                                                  | 2004                  | -                     |                 |              | Nr. 53 in de Single Top 100                                      |
| Revolution 2005                                               | 2005                  | -                     |                 |              | Nr. 42 in de Single Top 100                                      |
| Jawzz                                                         | 2007                  | -                     |                 |              | Nr. 82 in de Single Top 100                                      |
| Now You're Gone                                               | 2006                  | -                     |                 |              | als Bazzheadz                                                    |
| Now You're Gone                                               | 2007                  | 16-02-2008            | tip7            | -            | als DJ Mental Theo's Bazzheadz met Basshunter                    |
| Say You'll Stay                                               | 2008                  | -                     |                 |              | met Bazzheadz & Sebastian Westwood / Nr. 21 in de Single Top 100 |
| Raving Beats                                                  | 2014                  | 12-07-2014            | tip17           | -            | met DJ Paul Elstak & Gin Dutch / Nr. 74 in de Single Top 100     |

## Partij van de Toekomst
Hij stond onder zijn paspoortnaam, Theo Nabuurs, in 2003 als nummer 2 op de kandidatenlijst van de Partij van de Toekomst, de politieke stroming die werd geleid door beoogd "minister van feest" Johan Vlemmix. De partij haalde geen zetels.